# Mocsárjáróbéka-félék
A mocsárjáróbéka-félék (Limnodynastidae) a kétéltűek (Amphibia) osztályába és  a békák (Anura) rendjébe tartozó  család.

## Rendszerezés
A családba az alábbi nemek tartoznak:
- Adelotus Ogilby, 1907
- Heleioporus Gray, 1841
- Lechriodus Boulenger, 1882
- Limnodynastes Fitzinger, 1843
- Neobatrachus Peters, 1863
- Notaden Günther, 1873
- Philoria Spencer, 1901
- Platyplectrum Günther, 1863

## Galéria

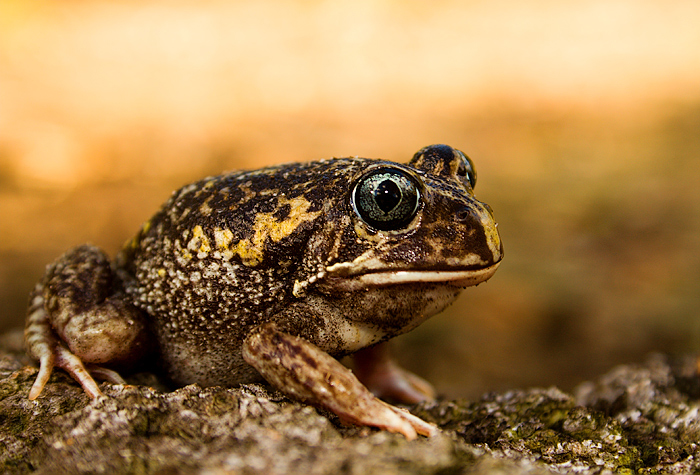
Heleioporus eyrei
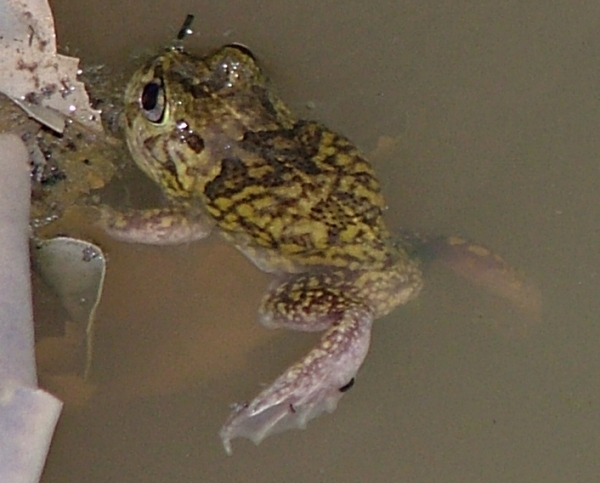
Neobatrachus sudelli
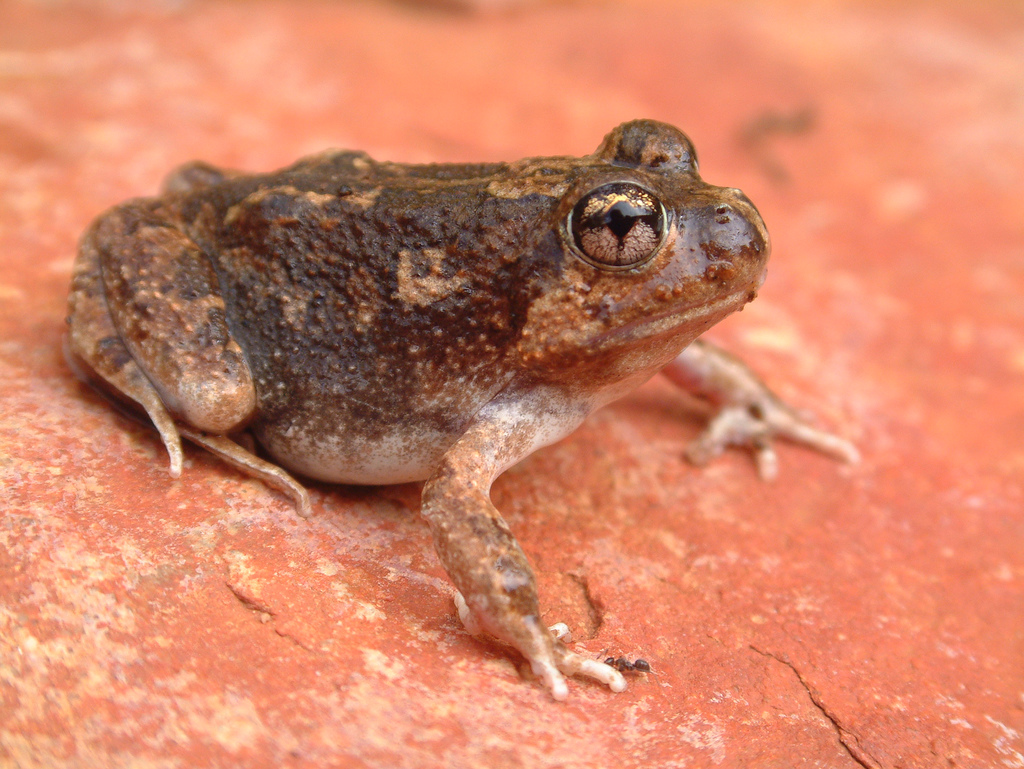
Limnodynastes spenceri